# Garfield
Garfield je komiksový strip vytvářený Jimem Davisem. Vyšel poprvé dne 19. června 1978 a v hlavních rolích se v něm představuje líný a cynický kocour Garfield, poněkud nemyslící pes Odie a jejich společensky nešikovný majitel Jon Arbuckle.
Komiks k roku 2018 přetiskovalo přibližně 2570 novin a časopisů, což z něj dělá jeden z nejpopulárnějších komiksů současnosti. V Česku začal Garfielda na počátku 90. let otiskovat deník Právo.

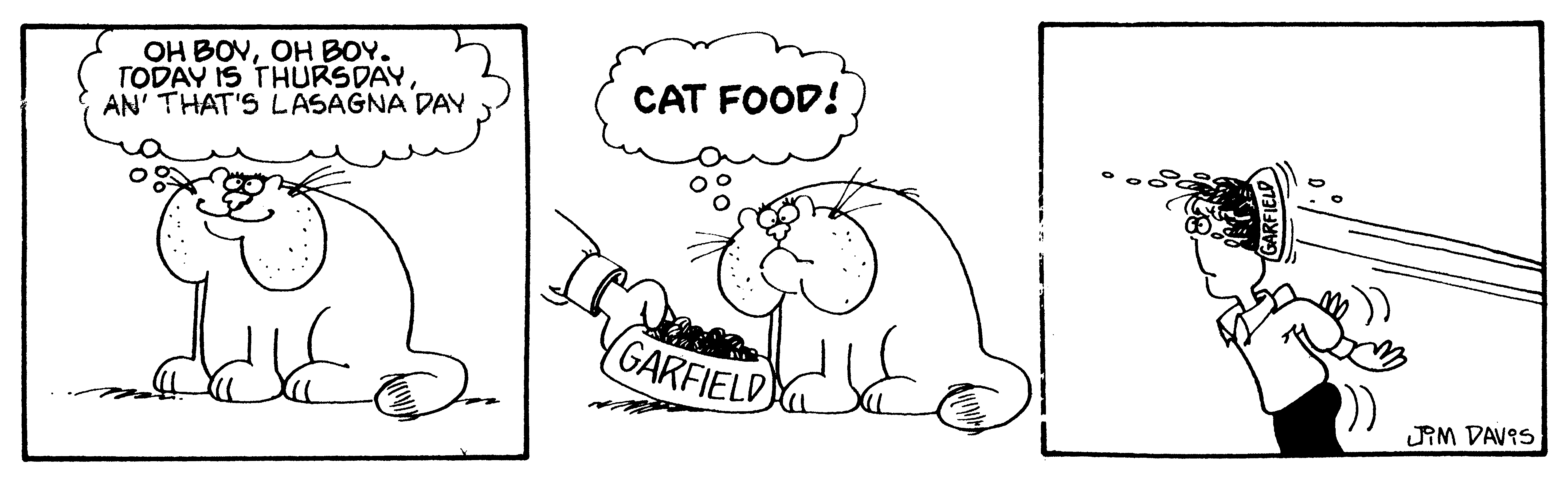
jeden z prvních komiksových stripů s Garfieldem ze září 1977

## První výskyt postav
Po dobu existence komiksu se v něm objevila řada postav:
- Garfield (první výskyt: 19. června 1978)
- Odie (první výskyt: 8. srpna 1978)
- Jonathan Q. Arbuckle (první výskyt: 19. června 1978)
- Dr. Liz Wilsonová (první výskyt: 26. června 1979)
- Arlene (první výskyt: 17. prosince 1980)
- Pooky (první výskyt: 23. října 1978)
- Nermal – roztomilé kotě (první výskyt: 3. září 1979)
- Táta Jona (první výskyt: 13. února 1980)
- Máma Jona (první výskyt: 13. února 1980)
- Doktůrek (první výskyt: 17. května 1983)
- Lyman – Jonův spolubydlící (první výskyt: 7. srpna 1978)
- Irma – servírka (první výskyt: 19. října 1979)

### První výskyt Garfieldových oblíbených i neoblíbených věcí
- To, že Garfield miluje lasagne, se čtenáři dozvěděli poprvé 15. 7. 1978.
- První týden diet (oblíbené opakující se komiksové téma) začal 27. 8. 1978.
- Garfieldova nenávist k pondělkům se objevila poprvé 18. 9. 1978.

## Charakteristika postav

### Garfield
Garfield miluje jídlo (obzvláště lasagne) a spaní. Nakopává psy, s radostí napadá pošťáky, poškrábe každý nový kus nábytku. Surově zápasí hlavně s těmi, kdo se pokusili přiblížit k jeho misce s žrádlem, pokud to ovšem nebylo za účelem jejího doplnění. Neustále trpí depresemi a špatnými náladami a málokdy je spokojen. Svět vidí pesimisticky, nebo si myšlenky doplňuje svými teoriemi, které jsou však v souladu s jeho láskou k jídlu a spánku. Rád zpívá také na plotě, ale vůbec mu nevadí, že jeho noční show všichni nesnášejí. Naopak nesnáší chození do přírody nebo golf. Rád řádí po supermarketech, líná, zamačkává pavouky a má panickou hrůzu z veterinářů. Nenávidí pondělky a diety.

### Odie
Milý, ale hloupý pes neurčité rasy. Podle Garfielda napůl bígl a napůl cihla. Jeho původní vlastník Lyman ho zanechal u Garfieldova majitele Jona, což obézní kocour nesl se značnou nelibostí. Odie je častým terčem Garfieldových nejrůznějších žertíků (nejčastěji kopání ze stolu nebo jezení Odieho jídla).

### Jon Arbuckle
Garfieldův a Odieho páníček. U svých domácích mazlíčků nemá absolutně žádnou autoritu. S trpělivostí snáší všechny jejich kanadské žertíky. S oblibou poslouchá polku. Nikdy neuklízí ve své lednici, což vede k mnoha vtipným situacím. Obléká se extravagantně, velmi staromódně, mnohdy až nevkusně. Miluje Garfieldovu veterinářku Lízu. Ta však jeho snahám o pozvání na schůzku odolávala až do roku 2006.

### Arlena
Kočičí slečna. Je snadno identifikovatelná díky velké mezeře mezi předními zuby. S Garfieldem má zvláštní milostně-nenávistný vztah, což vede k mnoha vtipným situacím. Garfield totiž miluje sebe a to Arlena nesnáší.

### Pooky
Pooky je Garfieldova hračka, hnědý plyšový medvídek s růžovými tlapkami. Poprvé se v komiksu objevil 23. října 1978, kdy ho Garfield nalezl v Jonově skříni. Občas poslouží Garfieldovi jako osobní ochutnávač, Garfield s ním spí ve své postýlce a má k němu velmi vřelý a přátelský vztah (rád ho objímá).

### Lyman
Lyman je Jonův soused, který se k němu přistěhoval i se svým psem Odiem, což nesl Garfield se značnou nelibostí. Lyman se rád moderně obléká, což často končí konfliktem s Garfieldem, který na jeho oblečení rád líná. Poprvé se v komiksu objevil 7. srpna 1978, kdy se přistěhoval s Jonovi, což je údajně jeho starý známý, a ten mu nabídl ubytování do doby, než se dá dohromady.
Lyman je charakteristický svým knírkem. Nejhojněji se v komiksu objevoval v letech 1978 a 1979. Naposledy byl Lyman v komiksu viděn v roce 1983.

### Dr. Liz Wilsonová
Zvěrolékařka Garfielda, kterou se Jon snaží marně získat a pozvat na rande. Povede se mu to až v roce 2006. Poprvé se v komiksu objevila 26. června 1979.

### Irma
Irma je jediným pracovníkem v nonstop bufetu, jehož kvalita není příliš valná. Jídla které připravuje jsou obvykle nevalné kvality. Často jsou zkažená, prošlá anebo jsou v nich vlasy a když u ní byla hygienická kontrola, směla prodávat jen vodu. Jedná se o vedlejší postavu. Poprvé se v komiksu objevila 17. října 1979.

### Nermal
Velmi roztomilé kotě, které Garfield nesnáší, protože je roztomilejší než on. Občas je u Arbucklů na návštěvě. Poprvé se v komiksu objevil 3. září 1979.

### Vedlejší postavy
- Paní Fenyklová – dosud nespatřena
- Hubert a Rebeka – postarší manželé, senioři, sousedé Jona
- Clive (v češtině Kája) – neviditelný přítel Garfielda (první výskyt 22. dubna 1996)
- Pošťák Herman (první výskyt: 28. ledna 1984)
- Klaun Binky (v češtině Šáša Váša) – klaun z Garfieldova oblíbeného televizního pořadu pro děti
- Ellen (v češtině Helena) – Jonova expřítelkyně (první výskyt: 9. listopadu 1990)

## Adaptace

### Filmy
V roce 2004 byl natočen film Garfield ve filmu, ve kterém si zahrál Breckin Meyer (Jon), Jennifer Love Hewittová (Liz) a další. O dva roky do kin dorazil další film Garfield 2. Na DVD vyšel i v Česku Garfield šokuje (Garfield Gets Real). V roce 2007 vyšel Garfield's Fun Fest, který v roce 2009 vyšel v Česku na DVD jako Garfieldův festival zábavy. V roce 2009 vyšel na DVD Garfield's Pet Force a o rok později vyšel do kin jako Garfield 3D: Zvířecí jednotka zasahuje. V roce 2024 vyšel animovaný film Garfield ve filmu s režisérem Markem Dindalem a v obsazení dabingu Garfielda Chris Pratt.

### Seriály
Garfield a přátelé je televizní seriál americké stanice CBS vysílaný v letech 1988–1995, v ČR v letech 2000–2001 a druhá série poté v roce 2008. Každý díl se skládal ze čtyř částí: Garfield, Garfieldova rychlovka, Seldova farma a další Garfield. Délka jedné epizody se pohybovala kolem 30 minut.
Od roku 2008 je různými stanicemi vysílán též francouzsko-americký televizní seriál Garfieldova show.

### Knihy
Komiksové vydavatelství Crew vydává knihy s českými stripy. V současné době (2023) jich je 58 (v ČR se začalo od druhé knihy a první byla o sedm let později vydána jako nultá). Od 49. čísla jsou vtipy vydávané barevně.

### Hry
S Garfieldem vzniklo mnoho her, ať už počítačových, nebo stolních. První byly vydány již na Atari 2600 a dočkaly se velkého ohlasu, proto byly brzy následovány dalšími. Nejznámější je hra Garfield z roku 2004, která byla portována na mnoho platforem. Videohry s Garfieldem se uchytily také na mobilním trhu.